# Elisabeth Wernesjö
Christina Wernesjö, född 1 juli 1983 i Älvsbyn, är en svensk skådespelare. Hon är uppvuxen i Älvsbyn i Norrbotten. År 2009 gick hon ut från Högskolan för scen och musik vid Göteborgs universitet och sedan samma år är hon anställd vid Uppsala stadsteater.

## Filmografi
- 2005 – Buss till Italien
- 2007 – Numerologen
- 2012 – Sam tar över (TV-serie)
- 2015 – Flocken
- 2015 – Aerobics – A Love Story
- 2015 – Glada hälsningar från Missångerträsk
- 2016 – Halvvägs till himlen (TV-serie) (TV-serie) (Gästroll)
- 2017 –  Sommaren med släkten (TV-serie)
- 2018 – Lingonligan (TV-serie)
- 2020 – Sjukt oklar (TV-serie)
- 2020 – Nelly Rapp – Monsteragent
- 2021 – En hederlig jul med Knyckertz (TV-serie)
- 2021 – Sommarlov (TV-serie)
- 2023 – Familjen Andersson (TV-serie)

## Teater

### Roller
| År   | Roll                                 | Produktion                                                                     | Regi                     | Teater              |
| ---- | ------------------------------------ | ------------------------------------------------------------------------------ | ------------------------ | ------------------- |
| 2010 | Kitty                                | Anna Karenina (А́нна Каре́нина, Ánna Karénina) Lev Tolstoj                       | Linus Tunström           | Uppsala stadsteater |
| 2011 | Daisy                                | Elake Måns Dennis Magnusson                                                    | Dennis Sandin            | Uppsala stadsteater |
| 2011 |                                      | Låt den rätte komma in Jakob Hultcrantz Hansson                                | Jakob Hultcrantz Hansson | Uppsala stadsteater |
| 2012 |                                      | Fanny och Alexander Ingmar Bergman                                             | Linus Tunström           | Uppsala stadsteater |
| 2013 | Ofelia                               | Hamlet William Shakespeare                                                     | Linus Tunström           | Uppsala stadsteater |
| 2013 | Älskling                             | Vem är rädd för Virginia Woolf? (Who's Afraid of Virginia Woolf?) Edward Albee | Sunil Munshi             | Uppsala stadsteater |
| 2015 |                                      | Ordets makt Ola Larsmo, Martin Lindberg, Åsa Lindholm och Lucia Cajchanova     | Linus Tunström           | Uppsala stadsteater |
| 2016 | Regan                                | Kung Lear (King Lear) William Shakespeare                                      | Linus Tunström           | Uppsala stadsteater |
| 2016 | Shen Te/Shui Ta                      | Den goda människan i Sezuan (Der gute Mensch von Sezuan) Bertolt Brecht        | Sunil Munshi             | Uppsala stadsteater |
| 2018 |                                      | Episod Lars Norén                                                              | Sofia Jupither           | Malmö Stadsteater   |
| 2020 |                                      | Meningen med döden Erik Gedeon                                                 | Erik Gedeon              | Uppsala stadsteater |
| 2020 |                                      | Måsen (Чайка, Tjajka) Anton Tjechov                                            | Dennis Sandin            | Uppsala stadsteater |
| 2021 | Ragnhild, maskinchef (en orangutang) | Djur som hatar människor Erik Gedeon                                           | Erik Gedeon              | Uppsala stadsteater |
| 2021 | Masja                                | Måsen (Чайка, Tjajka) Anton Tjechov                                            | Dennis Sandin            | Uppsala stadsteater |
| 2021 | Masarin                              | Loranga, Loranga Barbro Lindgren                                               | Olle Törnqvist           | Uppsala stadsteater |
| 2025 |                                      | Hinkemann Ernst Toller                                                         | Anja Suša                | Dramaten            |